# Américo Gonza
Américo Gonza Castillo (Huarango, 1 de diciembre de 1981) es un abogado y político peruano. Es congresista de la república por Cajamarca para el periodo 2021-2026.

## Biografía
Nació en el distrito de Huarango, ubicado en el departamento de Cajamarca, el 1 de diciembre de 1981.
Estudió la carrera de Derecho en la Universidad Señor de Sipán, graduándose como abogado en el año 2019. También es licenciado en historia en la Universidad Nacional Mayor de San Marcos en el año 2011 y cuenta con estudios de maestría en Gestión de Políticas Públicas de la Universidad Nacional Federico Villarreal.
Fue técnico administrativo del despacho presidencial desde el año 2002 hasta el año 2020.

## Carrera política

### Congresista de la República
En el año 2020 se afilió al partido político Perú Libre de Vladimir Cerrón y luego postuló al Congreso de la República por la circunscripción de Cajamarca y logró ser elegido como congresista de la república, obteniendo 10,394 votos y fue juramentado para el periodo parlamentario 2021-2026.
En su gestión parlamentaria, preside actualmente la Comisión de Justicia desde marzo del 2024.

## Controversias
Américo Gonza fue denunciado en febrero del 2022 por haber intercedido a favor de su hermana para ser contratada por la Policía Nacional del Perú pese a no contar con la experiencia requerida.
En el año 2023 por tres colaboradores eficaces de haber influenciado en el caso de ascensos irregulares en las Fuerzas Armadas y la Policía Nacional del Perú durante el gobierno de Pedro Castillo.
También fue sindicado de mantener en clandestinidad a Vladimir Cerrón, exgobernador de Junín quien actualmente se encuentra prófugo de la justicia tras ser denunciado por actos de corrupción.